# 利里河

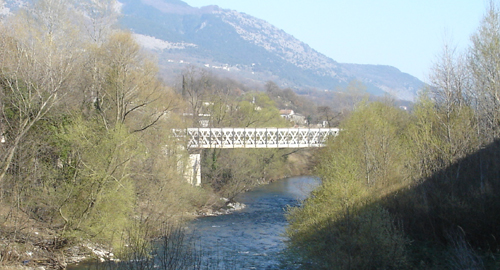

利里河（義大利語：Liri）是意大利的河流，位於該國中部，河道全長120公里，流域面積4,140平方公里，平均流量每秒50立方米，最終注入加里利亚诺河。